# Nicolaaskerk (Rjazan)
De Kerk van de Heilige Nicolaas in Jamskaja (Russisch: Николо-Ямская церковь) is een Russisch-orthodoxe kerk in de Russische stad Rjazan.

## Geschiedenis
Een exacte datum van de bouw van de kerk in het toenmalige dorp Jamskaja aan de zuidwestelijke rand van de stad is niet bekend, maar volgens kerkboeken werd de bouw begonnen in 1788. Voor de bouw van de kerk maakte men gebruik van de bakstenen van een gesloopte kerk. Vanuit de gesloopte kerk werden de iconostase, het liturgisch vaatwerk en een icoon van de heilige Nicolaas meegenomen. In 1822 werd een hoge klokkentoren aan het gebouw toegevoegd. De kerk werd herbouwd in 1837-1845.

## Sovjetperiode
In 1922 werden de kostbaarheden van de kerk in beslag genomen. Na enkele mislukte pogingen te kerk te sluiten werd de parochie uiteindelijk op 25 september 1935 opgeheven. Daarna werd de kerk gebruikt voor de opslag van landbouwproducten. De klokkentoren en de iconostase van de kerk werd verwoest en ook de koepels werden gesloopt. Gedurende vele jaren werd er een fabriek gevestigd voor de productie van dranken, maar na sluiting van de fabriek raakte het gebouw geleidelijk verder in verval. Plannen om het gebouw een bestemming te geven liepen steeds weer op niets uit.

## Heropening
In 1992 werd de kerk weer overgedragen aan de Russisch-orthodoxe Kerk en in 1996 kon een gedeeltelijk gerenoveerd gebouw weer in gebruik worden genomen. De koepels en klokkentoren werden weer herbouwd. Op 30 oktober 2004 werden de in de Oeral gegoten klokken weer in toren gehangen, waarvan de zwaarste 6000 kg weegt.